# Заслучнянський заказник
Заслучня́нський зака́зник  — лісовий заказник місцевого значення в Україні. Об'єкт природно-заповідного фонду Хмельницької області. 
Розташований у межах Заслучненської сільської громади Хмельницького району Хмельницької області, на південний схід від села Заслучне. 
Площа 26,8 га. Статус присвоєно згідно з Рішенням 13 сесії обласної ради від 25.12.1997 року № 5. Перебуває у віданні ЛСП «Красилівліс». 
Статус присвоєно для збереження невеликого лісового масиву, в якому переважають насадження листяних деревних порід. 